# Precificação
Precificação (do inglês: pricing), no marketing estadunidense, é o processo de colocar preços, automaticamente ou manualmente, aos pedidos de vendas e compras, tanto no varejo (físico e virtual) ou atacado, baseado em fatores tais como: quantia fixa; diferença por quantidades; (vendidas ou compradas), campanhas de promoção ou vendas; orçamento considerado por representante; preço prevalecente por direitos ou por índices; data da fatura, ou do envio; combinação de múltiplas compras ou linhas; e muitos outros fatores.
Enquanto estratégia, faz parte do Price, que é um dos quatro "P"s do Marketing Mix. Os outros três são:
- "Product" — produto;
- "Promotion"  promoção; e
- "Place" — ponto (i.e. local de venda).

Pricing é uma variável controlada na teoria dos preços da microeconomia.
Pricing é o único elemento entre os quatro Ps do marketing que gera rendimento; os outros três geram custos.